# Marc Weller
Marc Weller (Mutzig, 27 ottobre 1951) è un ex calciatore francese, di ruolo portiere.

## Carriera
Ha totalizzato 106 presenze nella massima serie francese, prevalentemente con la maglia del Bastia. Con i Turchini ha inoltre disputato sei incontri nell'edizione 1977-78 della Coppa UEFA, subentrando a Pierrick Hiard durante la finale di ritorno.